# حزب کمونیست اسپانیا
حزب کمونیست اسپانیا (به اسپانیایی: Partido Comunista de España) (اختصاری PCE) حزبی با ایدئولوژی مارکسیسم–لنینیسم در اسپانیا است که از سال ۱۹۸۶ شروع به فعالیت کرده‌است.